# Blaugesichtkolibri
Der Blaugesichtkolibri (Cynanthus doubledayi) auch Blaugesicht-Breitschnabelkolibri oder Doubledaybreitschnabelkolibri ist eine Vogelart aus der Familie der Kolibris (Trochilidae). Die Art ist endemisch in Mexiko. Der Bestand wird von der IUCN als Least Concern (nicht gefährdet) eingeschätzt.

## Merkmale
Der Blaugesichtkolibri erreicht eine Körperlänge von etwa 8 bis 9 Zentimetern. Der gerade Schnabel ist rot mit einer schwarzen Spitze. Der vordere Oberkopf der Männchen glitzert türkisblau, die Kehle noch intensiver violettblau. Die Unterseite schimmert blaugrün. Die Unterschwanzdecken sind blauschwarz mit blassgrauen, dünnen Säumen, die man in freier Natur kaum erkennt. Die Weibchen ähneln dem Blaukehl-Breitschnabelkolibri sind aber etwas kleiner und der Schwanz wirkt matter graugrün, was sich vom smaragdgrünen Rücken deutlich abhebt.

## Verhalten
Es ist nicht viel über das Verhalten des Kolibris bekannt, doch wird vermutet, dass es dem des Blaukehl-Breitschnabelkolibris ähnelt.

## Verbreitung und Lebensraum

Verbreitungsgebiet (grün) des Blaugesichtkolibris

Sie leben in trockenen bis halbtrockenen buschigen Waldungen, in Gestrüpp und halboffenen Gebieten mit vereinzelten Bäumen. Man findet sie in Höhenlagen vom Meeresspiegel bis zu 900 Metern an den pazifischen Hängen vom Westen Guerreros über Oaxaca in den Osten Chiapas.

## Lautäußerungen
Ihre Rufe klingen wie ein trockenes Geschnatter, ähnlich dem des Blaukehl-Breitschnabelkolibris. Wenn sie sich auf Ästen niedergelassen haben, geben sie oft ein lebhaftes tschik, tschik, tschick, tschik, tschik von sich, wobei besonders die ersten und letzten Töne betont werden.

## Etymologie und Forschungsgeschichte
Jules Bourcier beschrieb den Blaugesichtkolibri unter dem Namen Trochilus Doubledayi. Bourcier vermutete, dass das Typusexemplar vom Río Negro stammte. William Swainson führte 1827 die neue Gattung Cynanthus für den Blaukehl-Breitschnabelkolibri ein, der erst später auch der Blaugesichtkolibri zugeordnet wurde. Dieser Name ist ein griechisches Gebilde aus »κυανός kyanos« für »dunkelblau« und »ἄνθος anthos« für »Blüte«. Wer mit dem Artnamen „doubledayi“ geehrt werden sollte, ist unklar, da Bourcier keine Angaben dazu machte. Folgt man Étienne Mulsant, der wie Bourcier aus Lyon stammte und auch gemeinsam mit ihm publizierte, dann ist der Name Edward Doubleday (1810–1849) gewidmet.